# Премия имени А. С. Пушкина

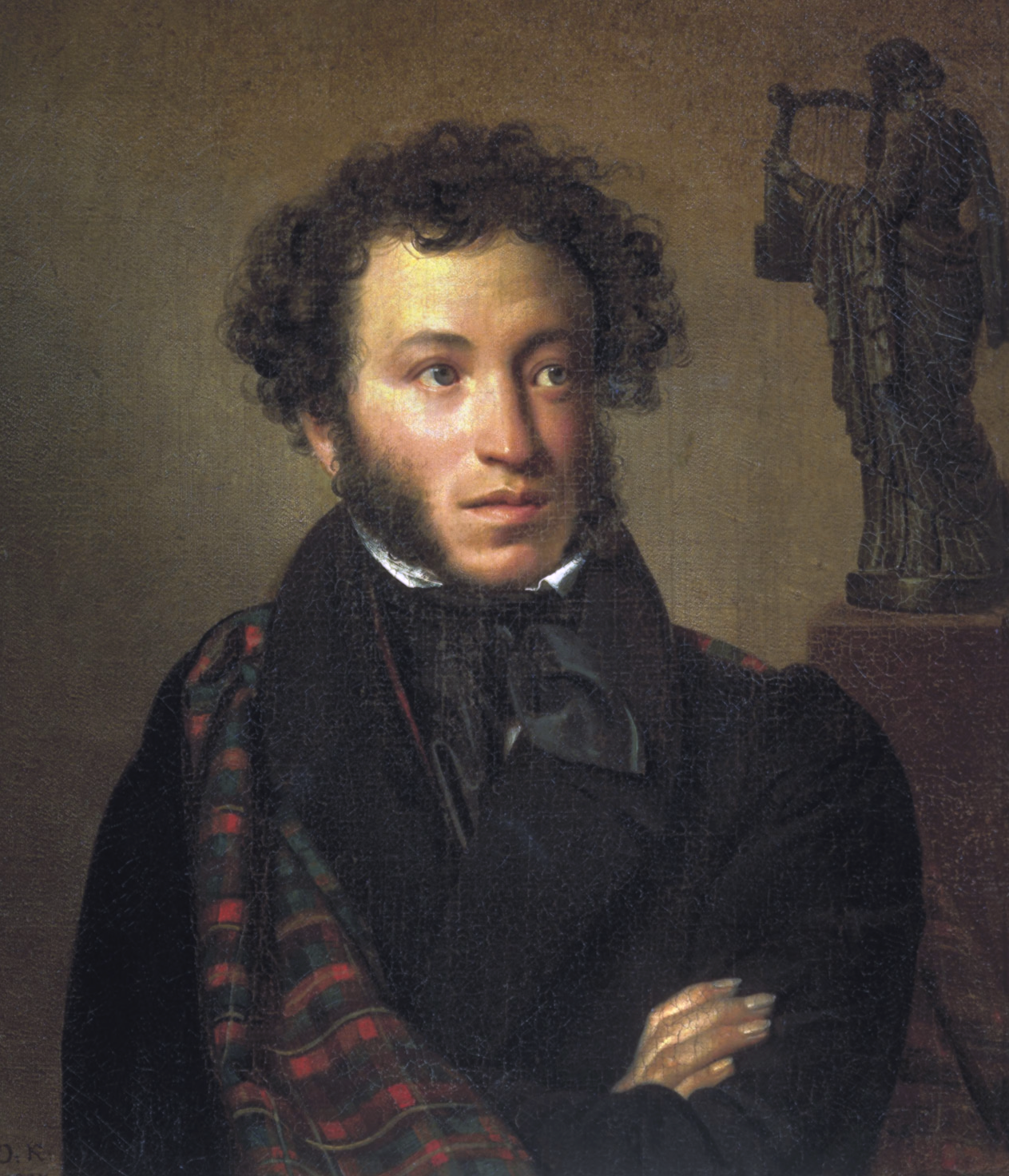
Александр Сергеевич Пушкин, портрет работы О. А. Кипренского

Премия имени А. С. Пушкина — научная награда, учреждённая в 1969 году, вручавшаяся Академией наук СССР и Российской академией наук с формулировкой «за выдающиеся научные работы в области литературной критики, теории и истории литературы». Названа в честь русского поэта и писателя Александра Сергеевича Пушкина.

## Описание
Премия имени А. С. Пушкина присуждается за выдающиеся работы в области русского языка и литературы. На соискание премий могут быть представлены работы или серии работ единой тематики, как правило, отдельных авторов. При представлении работ выдвигаются лишь ведущие авторы, причём не более трёх человек.
Право выдвижения кандидатов на соискание премий предоставляется:
а) академикам и членам-корреспондентам Российской академии наук;
б) научным учреждениям, высшим учебным заведениям;
в) научным и инженерно-техническим обществам;
г) научным советам Российской академии наук и других ведомств по важнейшим проблемам науки;
д) научно-техническим советам государственных комитетов, министерств, ведомств; техническим советам промышленных предприятий; конструкторским бюро.
Работы, удостоенные государственной премии, а также именных государственных премий, на соискание премий имени выдающихся учёных не принимаются. Учёным, удостоенным премий, предоставляется право при печатании работ отмечать в заголовке «Удостоена премии имени А. С. Пушкина Российской академии наук за … год».
Решения Президиума РАН о присуждении премий, а также краткие аннотации о работах, удостоенных премий, публикуются в «Вестнике Российской академии наук», в «Известиях Российской академии наук» соответствующей серии и в газете «Поиск». В «Вестнике РАН» помещаются портреты учёных, удостоенных премий.
Рассмотренные на заседании Президиума РАН печатные научные работы, за которые присуждены премии, передаются в Библиотеку Российской академии наук на хранение. Дипломы о присуждении премий вручаются удостоенным их лицам на заседании Президиума РАН.

## История
Президиум АН СССР в 1959 году принял решение, определившее основные принципы присуждения наград, поэтому с момента создания премии в 1969 году премию присуждают раз в три года. Первое награждение состоялось в 1971 году.

### Лауреаты премии имени А. С. Пушкина АН СССР
| Год  | Статус                     | Лауреат премии                 | Должность                                                          | Формулировка премии | Примечание                                                     | Примечание                                                                                           |
| ---- | -------------------------- | ------------------------------ | ------------------------------------------------------------------ | --- | -------------------------------------------------------------- | --- |
| 1971 | Академик                   | Виктор Владимирович Виноградов | заведующий кафедрой русского языка филологического факультета МГУ  | За цикл исследований — «Язык Пушкина», «Стиль Пушкина», «О языке художественной литературы», «Проблема авторства и теория стилей», «Стилистика. Теория поэтической речи. Поэтика» | Посмертно (скончался в 1969 году)                              | Посмертно (скончался в 1969 году)                                                                    |
| 1974 | Доктор филологических наук | Анастасия Петровна Евгеньева   | сотрудник Института языкознания АН СССР                            | За работу по подготовке двухтомного «Словаря синонимов русского языка» (том I, А-Н, «Наука», Л., 1970; том II, О-Я, «Наука», Л., 1971) |                                                                | |
| 1977 | Член-корреспондент АН СССР | Федот Петрович Филин           | директор Института русского языка АН СССР                          | За монографию «Происхождение русского, украинского и белорусского языков. Историко-диалектологический очерк» |                                                                | |
| 1980 | Доктор филологических наук | Николай Васильевич Измайлов    | заведующий рукописным отделом Института русской литературы АН СССР | За книгу «Очерки творчества Пушкина» (Л., 1975) и подготовку издания поэмы «Медный всадник» в серии «Литературные памятники» (Л., 1978) |                                                                | |
| 1983 | Член-корреспондент АН СССР | Дмитрий Дмитриевич Благой      | профессор филологического факультета МГУ                           | За книгу «Душа в заветной лире. Очерки жизни и творчества Пушкина» (2-е изд., М., 1979) |                                                                | |
| 1986 | Доктор филологических наук | Елена Андреевна Земская        | сотрудник Института русского языка АН СССР                         | За серию работ: «Русская разговорная речь. Проспект», «Русская разговорная речь: лингвистический анализ и проблемы обучения», «Русская разговорная речь», «Русская разговорная речь. Общие вопросы. Словообразование. Синтаксис», «Русская разговорная речь. Фонетика. Морфология. Лексика. Жест», «Русская разговорная речь. Тексты» |                                                                | |
| 1990 | Член-корреспондент АН СССР | Наталия Юльевна Шведова        | сотрудник Института русского языка АН СССР                         | За работу «Словарь русского языка» | В изданиях после 1992 года Шведова указана как соавтор словаря | Премия должна была быть присуждена в 1989 году, но в 1990 году было 90-летие со дня рождения Ожегова |
| 1990 | Доктор филологических наук | Сергей Иванович Ожегов         | заведующий сектором культуры речи Института русского языка АН СССР | За работу «Словарь русского языка» | Посмертно (скончался в 1964 году)                              | Премия должна была быть присуждена в 1989 году, но в 1990 году было 90-летие со дня рождения Ожегова |

### Лауреаты премии имени А. С. Пушкина РАН
| Год  | Статус                       | Лауреат премии                | Должность                                                                                          | Формулировка премии |
| ---- | ---------------------------- | ----------------------------- | -------------------------------------------------------------------------------------------------- | --- |
| 1993 | Доктор филологических наук   | Юрий Михайлович Лотман        | Заведующий кафедрой русской литературы Педагогического института в Тарту                           | За работы: «Александр Сергеевич Пушкин. Биография писателя» и «Роман А. С. Пушкина „Евгений Онегин“. Комментарий»                         |
| 1995 | Доктор филологических наук   | Виктор Петрович Григорьев     | Заведующий сектором структурной лингвистики и лингвистической поэтики Института русского языка РАН | За цикл работ «Теория и история поэтического языка»                                                                                       |
| 1999 | Кандидат филологических наук | Вадим Эразмович Вацуро        | Старший научный сотрудник Пушкинского дома                                                         | За монографию «Лирика пушкинской поры, „Элегическая школа“»                                                                               |
| 2001 | Академик РАН                 | Олег Николаевич Трубачёв      | Заведующий отделом этимологии и ономастики Института русского языка РАН                            | За работу «Этногенез и культура древнейших славян. Лингвистические исследования»                                                          |
| 2004 | Академик РАН                 | Михаил Леонович Гаспаров      | заведующий сектором структурной лингвистики и лингвистической поэтики Института русского языка РАН | За «Избранные труды» (том 1 «О поэтах»; том 2 «О стихах»; том 3 «О стихе»)                                                                |
| 2007 | Член-корреспондент РАН       | Александр Васильевич Лавров   | Ведущий научный сотрудник Пушкинского дома                                                         | За монографию «Русские символисты. Этюды и разыскания»                                                                                    |
| 2010 | Кандидат филологических наук | Наталья Александровна Еськова | ведущий научный сотрудник Института русского языка РАН                                             | За труд «Нормы русского литературного языка XVIII—XIX вв.: Ударение. Грамматические формы. Варианты слов. Словарь. Пояснительные статьи». |
| 2013 | Доктор филологических наук   | Всеволод Александрович Келдыш | заведующий отделом русской литературы конца XIX — начала XX вв ИМЛИ имени А. М. Горького РАН       | За монографию «О „серебряном веке“ русской литературы: Общие закономерности. Проблемы прозы»                                              |
| 2016 | Доктор филологических наук   | Мария Леонидовна Каленчук     | заведующая отделом фонетики Института русского языка РАН                                           | За «Большой орфоэпический словарь русского языка. Литературное произношение и ударение начала XXI века: норма и её варианты»              |
| 2016 | Доктор филологических наук   | Леонид Леонидович Касаткин    | главный научный сотрудник Института русского языка РАН                                             | За «Большой орфоэпический словарь русского языка. Литературное произношение и ударение начала XXI века: норма и её варианты»              |
| 2016 | Доктор филологических наук   | Розалия Францевна Касаткина   | главный научный сотрудник Института русского языка РАН                                             | За «Большой орфоэпический словарь русского языка. Литературное произношение и ударение начала XXI века: норма и её варианты»              |
| 2019 | Доктор филологических наук   | Игорь Алексеевич Виноградов   | главный научный сотрудник ИМЛИ имени А. М. Горького РАН                                            | За научное издание «Летопись жизни и творчества Н. В. Гоголя (1809—1852) в семи томах»                                                    |
| 2022 | Доктор филологических наук   | Сергей Львович Николаев       | Ведущий научный сотрудник Института славяноведения РАН                                             | За монографию «„Слово о полку Игореве“: реконструкция стихотворного текста»                                                               |